# 윌리엄 S. 하트

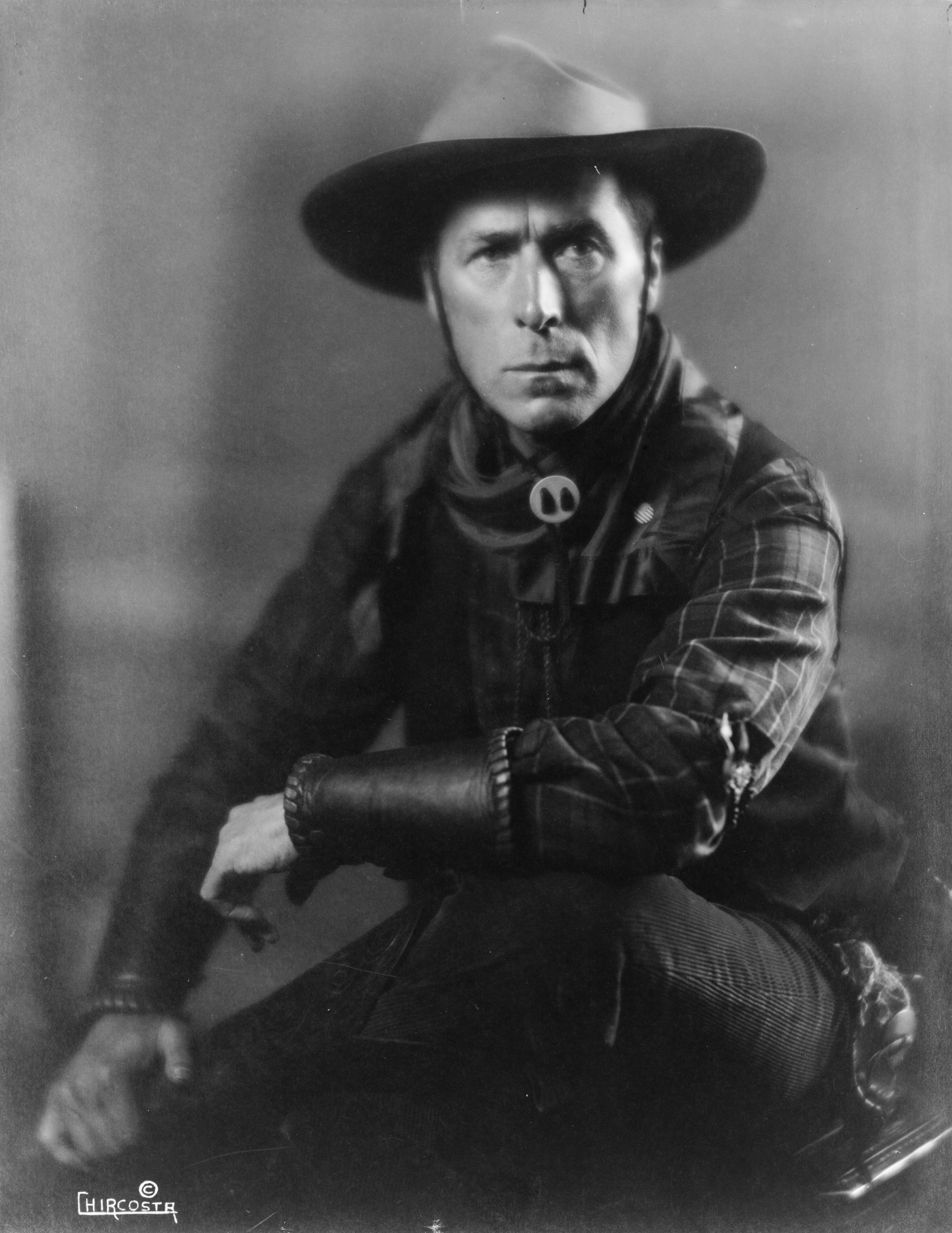

윌리엄 S. 하트(William Surrey Hart, 1864년 12월 6일 ~ 1946년 6월 23일)는 미국의 각본가, 영화 프로듀서, 영화 감독, 배우, 연극 배우, 작가, 영화배우이다.

## 영화
- 디케이시아 (2002년)
- 쇼 피플 (1928년)
- 흥정 (1914년)
- 벤허 (1907년) - 메살라 역